# Nacoleia octasema
Nacoleia octasema is een vlinder uit de familie van de grasmotten (Crambidae), uit de onderfamilie van de Spilomelinae. De wetenschappelijke naam van deze soort is voor het eerst gepubliceerd in 1886 door Edward Meyrick.

## Verspreiding
De soort komt voor in Maleisië, Papoea-Nieuw-Guinea, Australië (Queensland en Christmaseiland), Vanuatu, Samoa.

## Waardplanten
De rups leeft op Musa acuminata (Musaceae), Heliconia sp. (Heliconiaceae), Pandanus sp. (Pandanaceae) en Nypa fruticans (Arecaceae)